# (3329) Golay
(3329) Golay est un astéroïde de la ceinture principale découvert le 12 septembre 1985 par l'astronome suisse Paul Wild, de l'Observatoire Zimmerwald de l'Université de Berne.
L'astéroïde est nommé en l'honneur de l'astronome suisse Marcel Golay.